# Emazio
Emazio è un personaggio della mitologia classica.

## Il mito
Emazio era un vegliardo etiope, suddito del re Cefeo. "Timoroso degli dei e fautore delle giuste cause", come dice Ovidio, stava presenziando con molti altri alle nozze della principessa Andromeda con Perseo quando improvvisamente nella reggia fece irruzione Fineo, zio ed ex promesso sposo della ragazza, il quale era venuto per uccidere l'eroe greco: con lui c'era un gran numero di suoi seguaci, che subito ingaggiarono lotta armata contro i compagni di Perseo e gli Etiopi favorevoli a costui. Emazio, che a causa dell'età non era più in grado di combattere, volle tuttavia pronunciare il suo sdegno nei confronti di Fineo; per tutta risposta un seguace di costui, tale Cromi, estrasse la spada e senza alcun rispetto per la canizie di Emazio lo decapitò. Ciò nonostante il capo troncato della vittima per qualche istante serbò le funzioni vitali, e dalle sue labbra uscirono ulteriori parole di esecrazione per Fineo e i suoi uomini.

## Fonti
- Ovidio, Metamorfosi, V.